# Bernard V d'Armagnac
Pour les articles homonymes, voir Bernard d'Armagnac et Bernard V.
Bernard V d'Armagnac et de Lomagne, mort en 1245 ou en 1246, fut comte d'Armagnac et de Fezensac de 1242 à 1245. Il était fils de Géraud V, comte d'Armagnac et de Fezensac.
Il succède à son frère Pierre Gérard en 1242. Il meurt trois ans plus tard, n'ayant pas eu d'enfant de son épouse Inès, que certains auteurs disent d'Aragon, sans que cela ait été prouvé. Sa sœur Mascarose, comtesse d’Armagnac et de Fézensac, mariée à Arnaud Odon, vicomte de Lomagne, lui succéda, mais un cousin Géraud, vicomte de Fézensaguet, revendiqua la succession, entraînant une guerre entre Géraud et Arnaud Odon.